# Зързенски манастир
Зързенският или Зързевският манастир „Преображение Христово“, наричан и „Свети Спас“ (на македонска литературна норма: Зрзенски манастир), е средновековен православен манастир край село Зързе, Северна Македония. Манастирът се намира на 25 километра северозападно от град Прилеп, на 1000 метра надморска височина в подножието на планинския масив Даутица. В наши дни той е част от Преспанско-Пелагонийската епархия на Македонската православна църква.

## Местоположение
Местността Кале или Свети Спас се намира на 1,2 km северозападно от Зързе. Представлява малка тераса на планинските склонове, на 220-250 m над границата на полето (1020 m надморска височина). Източният и югоизточният ръб са отвесни скали, докато на запад терасата граничи с широка седловина, след което височината се вдига. В средата на терасата блика силен извор, който е дава възможност за живот на хора в миналото.

## История

### Античност
През Късната античност около терасата е изграден каменен зид с мазилка. Правоъгълната оградена площ с размери 150 х 120 m (1,5 ha) е служила на околните пастири за убежище, а след това и за постоянно обиталище - укрепено селище. В източната част в VI век е построена раннохристиянска църква, чиято фрагментирана мраморна украса се открива и до днес. Повечето монети, намерени в този район, датират от края на IV, V и VI век.

### Средновековие
През Късното средновековие терасата отново е обитавана. Върху руините на старата базилика, в средата на XIV век при Стефан Душан монахът Герман построява нова църква „Свето Преображение Господне“ или „Свети Спас“. както свидетелства надписът, разположен отвън над входа на южната стена. Около църквата са изградени съпътстващи манастирски сгради: конаци , хамбари и други стопански помещения. Старата стена е реставрирана. Северната стена, иззидана с мазилка, е запазена и до днес на височина до 3 m. Ограденото пространство, което заема 1,5 ha, е служило предимно за нуждите на манастира: за настаняване на служителите, манастирските хора със семействата им и добитък, но е служило и за убежище, на което навежда и името Свети Спас. Често в края на XIV век в околностите кръстосват турски отряди, които сеят опустошение.
След смъртта на Крали Марко през 1395 година османците овладяват тези краища. Манастирът е лишен от имотите и привилегиите си и започва да се руши. Но от многобройните записи и надписи, запазени в църквата „Свети Спас“ се вижда се, че животът на храма продължава постоянно.

## Ново време
През Възраждането манастирът се управлява от епитропство, избирано от прилепски граждани. С отделянето на прилепчани от Цариградската патриаршия през 1867-1868 година и по-късно, със създаването на Българската екзархия манастирът продължава да бъде български. През 1905-1906 година сръбската пропаганда заставя някои от околните места да се обявят за сръбски и започва борба за придобиване на манастирите. През август 1906 година реколтата на Зързенския и Слепченския манастир е заграбена от сърбоманите. Прилепската българска община започва съдебни дела, които печели, българската митрополия и манастирското настоятелство получават съобщение от главния инспектор на македонските вилаети Хилми паша, с което се признават правата на българите. Въпреки това сръбската пропаганда успява да корумпира местни управници и под предлог, че манастирите принадлежат не на българската община в Прилеп, а на околните села, заграбва манастирите. На 15 януари 1909 година прилепски граждани, събрани на митинг, изпращат телеграма до председателя на Отоманския парламент с протест, че въпреки съдебно решение сърбоманите пречат на българската църковно-училищна община да вземе във фактическо владение Зарзенския и Слепченския манастири. Към края на 1910 години манастирите продължават да са сръбски.
По време на българското управление през 1941-1944 година касиер на църквата „Св. Спас“ е Христо Кр. Георгиев, Богоя Томов Павлов, Иван Тодоров Мирчев - всички от село Зързе, а на манастира касиер е Коста Христов Георгиев, Христо Кр. Георгиев и Никодим Ив. Сърменов от Зързе.

## Описание
Манастирът има две големи църкви - „Свето Преображение Господне“ от XIV и „Св. св. Петър и Павел“ от XVII век. Освен това, към него принадлежат и по-малките „Свети Илия“ и „Свети Никола“. Към манастирския комплекс принадлежат и кулата на камбанарията, конаци и различни помощни сгради. Остатъците от стари градежи показват, че площта на манастира е била много по-голяма в миналото и той е имал много повече сгради. Цялото простраство е било обхванато в единна фортификацонна система на високи и масивни стени и отбранителни кули, от които днес са запазени остатъци. Манастирът е епископска катедра на секретаря на Светия архиерейски синод на Македонската православна църква епископ Климент Хераклейски.

### „Преображение Господне“
В църквата „Преображение Господне“ има редки икони и фрески. Една от тях е иконата „Исус Христос“, изработена в 1393 година от зографа митрополит Йоан, а другата „Богородица Пелагонитиса“, дело на зографа йеромонах Макарий, изработена в 1422 година, е едно от най-впечатляващите дела на средновековието. Двете икони, едната монументална, другата по-лирична, са в стила на византийската традиция и със стилистичните и иконографските си аспекти са изключително ценни.
- „Исус Христос“, 1393-1394
- „Богородица Пелагонитиса“, 1421–1422

### „Свети Никола“
Селската църква „Свети Никола“ в Зързе е метох на манастира. Построена е вероятно в XIV век и няколко пъти е достроявана и изписвана.